# Рабіє Чакі
Рабіє Чакі (нар. 14 квітня 1982) — колишній марокканський тенісист.
Найвищу одиночну позицію світового рейтингу — 338 місце досяг 1 лютого 2010, парну — 327 місце — 21 вересня 2009 року.

## Титули ITF Ф'ючерс

### Одиночний розряд: (8)
| Ранг | Дата     | Турнір                  | Покриття | Суперник              | Рахунок          |
| ---- | -------- | ----------------------- | -------- | --------------------- | ---------------- |
| 1.   | Чер 2006 | Туніс F3A, Карфаген     | Ґрунт    | Мохамед Мамун         | 6–1, 6–2         |
| 2.   | Тра 2007 | Алжир F3, Алжир (місто) | Ґрунт    | Ерік Продон           | 4–6, 6–4, 6–4    |
| 3.   | Чер 2007 | Туніс F3, Карфаген      | Ґрунт    | Ромен Арді            | 6–4, 5–7, 6–1    |
| 4.   | Чер 2008 | Туніс F1, Сус           | Ґрунт    | Ніколя Ренаван        | 1–6, 6–4, 6–3    |
| 5.   | Чер 2008 | Марокко F5, Кенітра     | Ґрунт    | Сесар Феррер-Вікторія | 5–7, 6–1, 6–4    |
| 6.   | Сер 2008 | Бельгія F2, Коксейде    | Ґрунт    | Клеман Морель         | 6–4, 6–3         |
| 7.   | Чер 2009 | Марокко F4, Кенітра     | Ґрунт    | Клеман Рекс           | 6–3, 3–6, 6–3    |
| 8.   | Жов 2009 | Франція F20, Родез      | Тверде   | Грегуар Бюрк'є        | 6–4, 5–7, 7–6(7) |

### Парний розряд: (8)
| Ранг | Дата     | Турнір                      | Покриття | Партнер              | Суперники                         | Рахунок          |
| ---- | -------- | --------------------------- | -------- | -------------------- | --------------------------------- | ---------------- |
| 1.   | Чер 2006 | Туніс F2, Хаммамет          | Ґрунт    | Александрос Якуповіч | Ксав'є Одуа Петер Маєр-Тішер      | 6–3, 7–5         |
| 2.   | Чер 2006 | Туніс F3, Джерба            | Ґрунт    | Алі Ель Алауї        | Канді Ідоко Дауда Ндіає           | 6–2, 6–4         |
| 3.   | Чер 2007 | Туніс F2, Хаммамет          | Ґрунт    | Мотаз Абу Ель Хаїр   | Еван Ангелопулос Джошуа Кроу      | 6–1, 6–7(1), 6–1 |
| 4.   | Чер 2007 | Туніс F3, Карфаген          | Ґрунт    | Мотаз Абу Ель Хаїр   | Хайтем Абід Валід Джаллалі        | 7–6(6), 6–3      |
| 5.   | Бер 2008 | Марокко F2, Рабат           | Ґрунт    | Реда Ель Амрані      | Мохамед Сабер Мехді Зіяді         | 6–3, 6–2         |
| 6.   | Вер 2008 | Франція F15, Плезір         | Тверде   | Малік Джазірі        | Тома Оже Александр Пено           | 6–4, 7–6(2)      |
| 7.   | Жов 2008 | Франція F19, Ла-Рош-сюр-Іон | Тверде   | Ладо Чихладзе        | Гільєрмо Алькайде Микола Нестеров | 6–2, 6–2         |
| 8.   | Сер 2009 | Бельгія F2, Коксейде        | Ґрунт    | Фредерік де Фе       | Александер Ворд Маркус Вілліс     | 6–3, 6–2         |